# Iván Helguera Bujía
Iván Helguera Bujía (nascut a Santander el 28 de març de 1975) és un exfutbolista càntabre. Ha estat 47 vegades internacional amb la selecció espanyola.
De jove va jugar a les categories inferiors del Racing de Santander, on va gaudir de molt poques oportunitats, per la qual cosa va haver de traslladar-se a Albacete per poder jugar al futbol. Va començar jugant al Revilla i amb 20 anys jugava amb el Club Deportivo Manchego a la Tercera Divisió, aconseguint l'ascens a la temporada 1995-96. A la temporada següent va fitxar per l'Albacete Balompié de Segona Divisió al mercat d'hivern, fet que li va permetre agafar una certa fama i fitxar per un dels grans equips de futbol italians, l'AS Roma.
A Itàlia només va jugar 9 partits de lliga, i en tornar a Espanya va fitxar pel RCD Espanyol.
A l'Espanyol va fer una gran campanya, jugant 37 partits de lliga i 3 de copa, i va aconseguir debutar amb la selecció espanyola i fitxar pel Reial Madrid Club de Futbol.
Amb la selecció va debutar el 18 de novembre de 1998 a la localitat italiana de Salern, davant la selecció nacional transalpina.
L'estiu del 2006 va estar a punt de deixar el Reial Madrid, ja que no havia comptat amb l'anterior entrenador Juan Ramón López Caro. El nou entrenador, Fabio Capello, inicialment no comptava gaire amb ell, i fins i tot li va canviar el seu dorsal anterior, el 6, pel 21, però tot i així, el jugador es quedà al conjunt blanc i demostrà les seves qualitats com a jugador sent titular durant moltes jornades.
En juliol del 2007, després d'una bona temporada, Helguera fou contractat pel València CF ajudant l'equip a guanyar la Copa del Rei. El 12 de desembre del 2008 va rescindir el seu contracte amb l'entitat valencianista, finalitzant la seva carrera com a futbolista professional.

## Palmarès
| Títol                 | Equip        | Any  |
| --------------------- | ------------ | ---- |
| Lliga de Campions     | Reial Madrid | 2000 |
| Lliga espanyola       | Reial Madrid | 2001 |
| Supercopa d'Espanya   | Reial Madrid | 2001 |
| Lliga de Campions     | Reial Madrid | 2002 |
| Supercopa Europea     | Reial Madrid | 2002 |
| Copa Intercontinental | Reial Madrid | 2002 |
| Lliga espanyola       | Reial Madrid | 2003 |
| Supercopa d'Espanya   | Reial Madrid | 2003 |
| Lliga espanyola       | Reial Madrid | 2007 |
| Copa del Rei          | València CF  | 2008 |